# Adetus pinima
Adetus pinima är en skalbaggsart som beskrevs av Martins och Maria Helena M. Galileo 2003. Adetus pinima ingår i släktet Adetus och familjen långhorningar. Inga underarter finns listade i Catalogue of Life.